# Кенсуке Нагај
Кенсуке Нагај (јап. 永井 謙佑; 5. март 1989) јапански је фудбалер.

## Каријера
Током каријере је играо за Нагоја Грампус, Токио и многе друге клубове.

## Репрезентација
За репрезентацију Јапана дебитовао је 2010. године. За тај тим је одиграо 6 утакмица.

## Статистика
| Јапан  | Јапан   | Јапан  |
| Година | Наступи | Голови |
| ------ | ------- | ------ |
| 2010.  | 1       | 0      |
| 2011.  | 0       | 0      |
| 2012.  | 0       | 0      |
| 2013.  | 0       | 0      |
| 2014.  | 0       | 0      |
| 2015.  | 5       | 0      |
| Укупно | 6       | 0      |